# Флейта
Фле́йта (лат. flauta, от flatus — дуновение) — лабиальный духовой музыкальный инструмент, в котором первичным источником колебаний является воздушная струя, рассекающаяся о край стенки инструмента, называемого ла́биум (лат. labium — губа).
Источник колебаний приводит в движение воздушный столб в канале флейты и образуется звук определённой высоты. Один из древнейших музыкальных инструментов. Относится к группе деревянных духовых.
По способу держания флейты делятся на продольные, поперечные и полупоперечные (диагональные). Продольные флейты бывают со свистковым устройством (свистковые, мундштучные) и без него (открытые).
Флейта с закрытым противоположным от исполнителя концом ствола (закрытая флейта) звучит на октаву ниже такой же по размеру флейты с открытым концом (открытая флейта).
Музыкант, играющий на флейте — флейтист, ранее флейщик.

## История

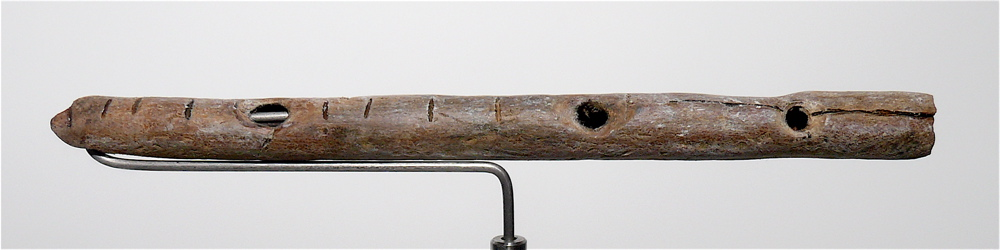
Костяная флейта эпохи палеолита (ориньякская культура)

Древнейшей формой флейты является свисток. Постепенно в свистковых трубочках стали прорезать пальцевые отверстия, превращая простой свисток в свистковую флейту, на которой уже можно было исполнять музыкальные произведения. Первые археологические находки флейты датируются 35—40 тыс. лет до н. э., таким образом, флейта является одним из древнейших музыкальных инструментов.
Продольная флейта была известна в Египте ещё пять тысяч лет тому назад, и она остаётся основным духовым инструментом на всём Ближнем Востоке. В Европе была широко распространена в XV—XVII вв.
Продольная флейта, имеющая 5-6 пальцевых отверстий и способная к октавному передуванию, обеспечивает полный музыкальный звукоряд, отдельные интервалы внутри которого могут меняться, образуя различные лады посредством вилочных аппликатур, закрытия отверстий наполовину, а также изменения направления и силы дыхания.
Ныне изредка применяется при исполнении старинной музыки.
Поперечная флейта с 5-6 пальцевыми отверстиями была известна в Китае по меньшей мере 3 тысячи лет назад, а в Индии и Японии — более двух тысяч лет назад. В Европе в период Средневековья были распространены, в основном, простые инструменты свисткового типа (предшественницы блок-флейты и флажолета), а также поперечная флейта, которая проникла в Центральную Европу с Востока через Балканы, где до сих пор остается самым распространённым народным инструментом.
К концу XVII века поперечная флейта была усовершенствована французскими мастерами, среди которых выделяется Оттетер, которые, в частности, добавили к шести пальцевым отверстиям клапаны для исполнения полного хроматического звукоряда. Обладая более экспрессивным звучанием и высокими техническими возможностями, поперечная флейта вскоре вытеснила продольную (блок-флейту) и к концу XVIII века заняла прочное место в симфоническом оркестре и инструментальных ансамблях.
Между 1832 и 1847 Теобальд Бём усовершенствовал инструмент, который с тех пор уже относительно мало изменился. Он ввёл следующие наиболее важные новшества: 1) расположил большие пальцевые отверстия в соответствии с акустическими принципами, а не удобствами исполнения; 2) снабдил инструмент системой клапанов и колец, помогающей с помощью 9 пальцев закрывать 15-17 отверстий или даже больше в зависимости от так называемых опций и системы инструмента (немецкой, являющейся оригинальной системой Бёма, или французской, являющейся гибридом системы Бёма и старофранцузской); 3) использовал цилиндрический канал сечения ствола с конически-параболической головкой вместо имевшего место вплоть до 1847 г. обратноконического, что улучшило интонацию и выровняло звучание в разных регистрах; 4) перешёл на использование металла для изготовления инструмента, что по сравнению с деревянным инструментом усилило блеск звучания. (Ранее чаще всего использовались деревянные флейты, а также, реже, из стекла и слоновой кости. В результате многочисленных экспериментов с разными материалами Бём пришёл к заключению, что наиболее чистому звучанию способствует серебро, поэтому в наши дни оно входит в состав как сплавов для более дешёвых ученических моделей, так и является добавкой к золоту и платине в наиболее дорогостоящих профессиональных моделях.) Но наибольшая заслуга Бёма заключается в том, что благодаря гениальному клапанному механизму стало возможным исполнение на флейте хроматической гаммы и произведений во всех без исключения тональностях.
В современных оркестрах используют обычную большую флейту (её тембр разнообразен, но несколько холодноват, и сила звука мала), малую флейту с резким звуком (октавой выше), реже альтовую флейту в строе Соль (её тембр чуть теплее), крайне редко басовую флейту (октавой ниже).

## Продольные

### Открытые

Дульца продольных флейт
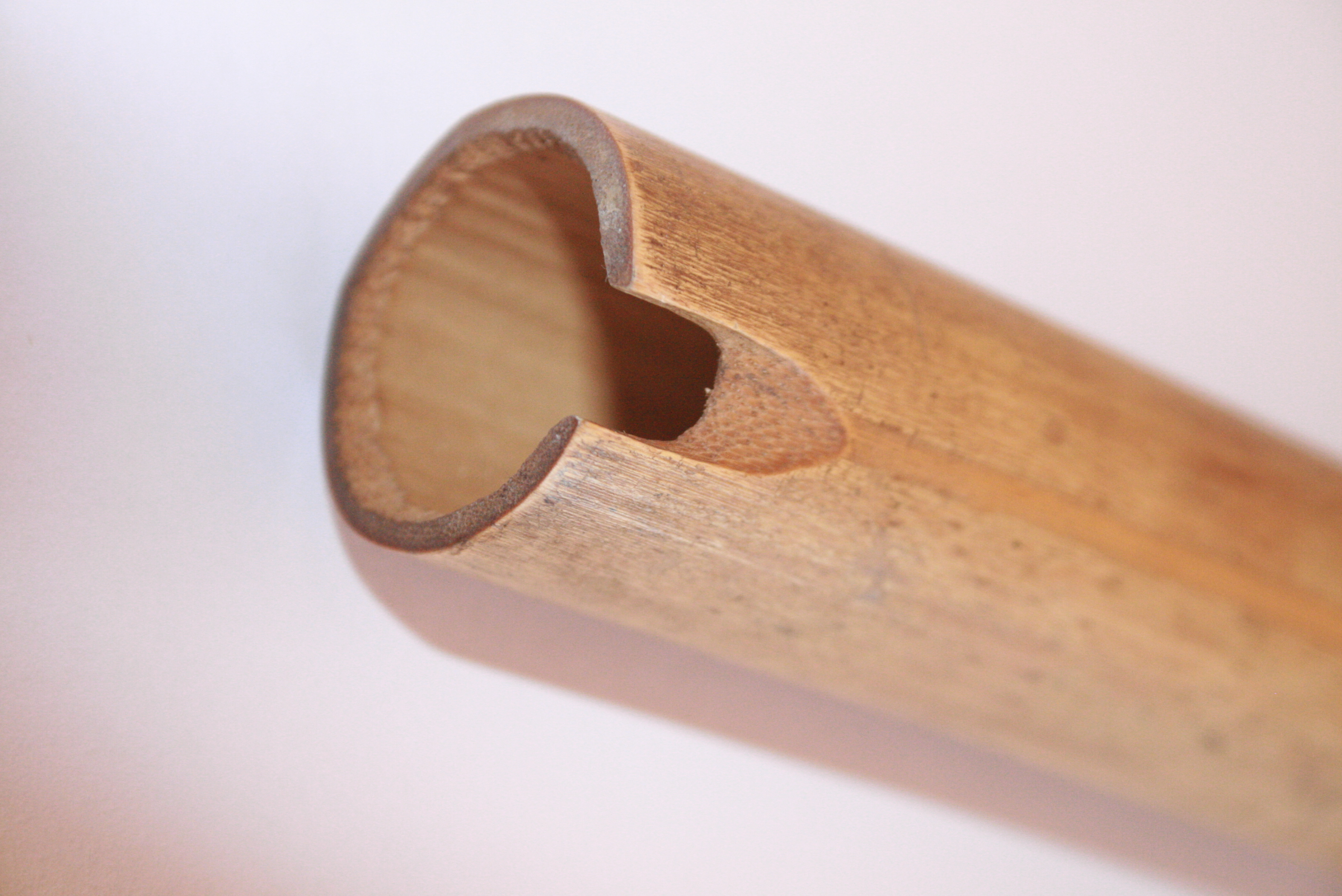
Кена
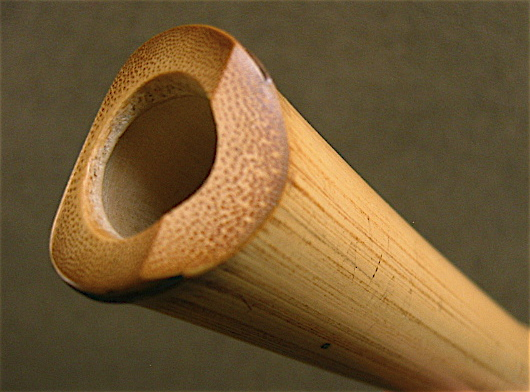
Сякухати
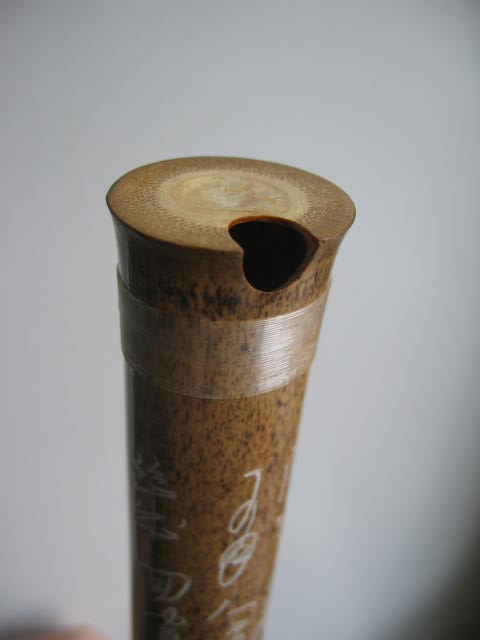
Сяо

Открытая флейта — флейта без свисткового устройства, для которой струя воздуха формируется и направляется на заострённый край губами исполнителя, его амбушюром.

#### Калюка
Основная статья: Калюка.
Калю́ка — разновидность продольной обертоновой флейты.
Об использовании инструмента в русской традиционной культуре специалистам стало известно только в 1980 году, после чего он нашёл достаточно широкое применение в русских фольклорных ансамблях. В народной культуре считается исключительно мужским. Аналогичные калюке инструменты встречаются у многих народов мира.
Игра на калюке осуществляется путём открывания и закрывания пальцем нижнего отверстия трубки, а также изменением силы подаваемой ртом струи воздуха в инструмент. Во время игры музыкальный инструмент держат вертикально вниз двумя руками так, чтобы подушечкой указательного пальца можно было то открывать, то закрывать нижнее отверстие.
Размер музыкального инструмента может быть разным, в зависимости от роста и длины рук играющего на нём. Для детей это от 25 см до 30 см, а для взрослых — от 72 см до 86 см. Длина трубки также подгоняется по росту владельца. Длина считается приемлемой, если ладонью руки или пальцами можно было закрыть нижнее отверстие на трубе. Поэтому длина флейты не должна превышать размера вытянутой руки от плеча до кончиков пальцев рук. Корпус калюки имеет проход конической формы, слегка сужающийся сверху вниз. Внутренний диаметр трубок составляет от 15 до 25 мм. Диаметр выходного отверстия не превышает 12—14 мм, а верхнего отверстия — 19—23 мм.
Дудка была открыта в 1980-м году студентами Московской и Ленинградской консерватории в сёлах Большебыково и Подсереднее, расположенных на полпути от Белгорода до Воронежа.

#### Кена
Основная статья: Кена.
Ке́на (кечуа qina, исп. quena) — продольная флейта, используемая в музыке Андского региона Латинской Америки. Обычно изготавливается из тростника. Имеет шесть верхних и одно нижнее отверстие для пальцев. Обычно изготавливается в строе G. Флейта кеначо (кечуа qinachu, исп. quenacho) представляет собой вариант кены с более низким звуком, в строе D.
В 1960-х — 1970-х годах кена активно использовалась некоторыми музыкантами, работавшими в рамках направления nueva canción. В большинстве случаев инструмент применялся в конкретных песенных композициях, однако отдельные группы, такие, к примеру, как Illapu, прибегали к его возможностям регулярно. Впоследствии, в 1980—1990-х годах, кена задействовалась и рок-группами — например, Soda Stereo или Enanitos Verdes. Встречается инструмент и в этнической музыке.

### Свистковые

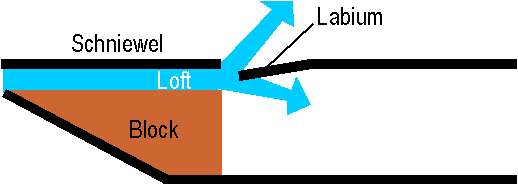
Принцип работы свистка

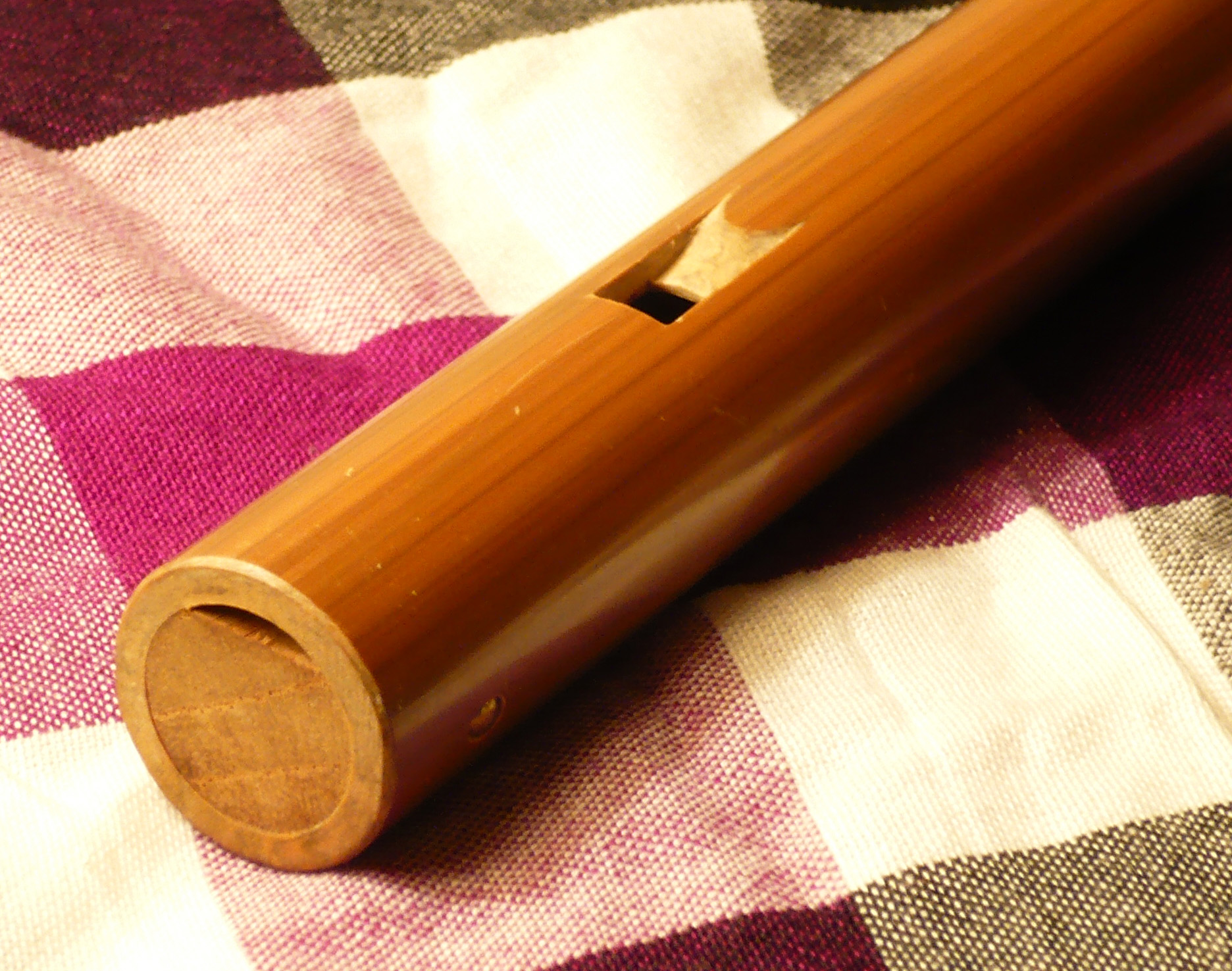
Свистковое устройство

См. также категорию «Флейта со свистковым устройством».
Свистковая флейта — флейта со свистковым устройством, в которой струя воздуха формируется и направляется на заострённый край через специальный канал, находящийся в мундштучной части инструмента.

#### Блокфлейта
Основная статья: Блокфлейта.
Блокфлейта — разновидность продольной флейты. Это духовой деревянный музыкальный инструмент из семейства свистковых. В конструкции головной части используется вставка (блок). Родственные инструменты: свирель, сопилка, вистл. Блокфлейта отличается от других подобных инструментов наличием 7 пальцевых отверстий на лицевой стороне и одного на тыльной — так называемого октавного клапана. Два нижних отверстия часто делают двойными. Для закрывания отверстий при игре используется 8 пальцев. Для взятия нот часто применяются т. н. вилочные аппликатуры (когда отверстия закрываются не по очереди, а в сложной комбинации).
Среди разновидностей продольной флейты блокфлейта определяется как важнейшая. В странах Европы она получает распространение, начиная с XI века; впоследствии популярность данного инструмента возрастала, в результате чего в период с XVI по XVIII век блокфлейта являлась наиболее активно используемой и часто встречающейся разновидностью флейты. Для инструмента характерен мягкий, теплый, кантиленный (то есть певучий) тембр, однако в то же время он отличается ограниченными возможностями с точки зрения динамики. Блокфлейта часто применяется в музыкальных произведениях таких композиторов, как И. С. Бах, А. Вивальди, Г. Ф. Гендель и др. В силу того, что звук блокфлейты довольно слаб, её популярность постепенно сокращалась в связи с распространением поперечной флейты. Тем не менее, в настоящее время данная разновидность пользуется определённым интересом в силу некоторых причин; в их числе — тенденция к возрождению старинной музыки и возможность использования блокфлейты в качестве учебного инструмента (так как техника игры на ней сравнительно проста).

#### Вистл
Основная статья: Вистл.
Вистл (от англ. tin whistle, в дословном переводе «жестяной свисток, дудочка», варианты произношения (русск.): вистл, висл, первое более распространено) — народная продольная флейта с шестью отверстиями на лицевой стороне, широко используемая в народной музыке Ирландии, Шотландии, Англии и некоторых других стран.
Наиболее популярными являются малые вистлы в тональности D. Они настроены на октаву выше других духовых (обычной флейты, к примеру, или волынки), и ноты для них, соответственно, записываются на октаву ниже. Впрочем, возрастает также и популярность т. н. лоу-вистла — более длинной модификации инструмента, который звучит примерно в том же диапазоне, что и обычная флейта. Существуют вистлы и в других тональностях; они определяются как транспонируемые (то есть все вистлы считаются инструментами в тональности D, даже если в действительности звучат выше или ниже).

#### Свирель
Основная статья: Свирель.
Свирель — русский народный духовой музыкальный инструмент, род продольной флейты. Иногда он может быть двухствольным, при этом один из стволов имеет обычно длину 300—350 мм, второй — 450—470 мм. В верхнем конце ствола — свистковое устройство, в нижней части — по 3 боковых отверстия для изменения высоты звуков. Стволы настроены между собой в кварту и дают в целом диатонический звукоряд в объёме септимы.
Кроме того, под свирелью может также пониматься и устаревший духовой инструмент, для которого были характерен двойной язычок, вставляемый в специальную чашку; впоследствии на его базе путём некоторого упрощения конструкции (в частности, отказа от использования чашки) был разработан гобой. В этом значении свирель соотносится с бомбардой — деревянным духовым инструментом, который выступил предшественником фагота. Свирель была исторически первым и наименьшим его видом.

#### Пыжатка
Основная статья: Пыжатка.
Пыжатка — русский народный духовой музыкальный инструмент, деревянная флейта, традиционная для Курской области России
.
Представляет собой деревянную трубочку диаметром 15-25 мм и длиной 40-70 см, в один конец которой вставлена деревянная пробка («пыж») с косым срезом, направляющим вдуваемый воздух на заострённый край небольшого квадратного отверстия («свистушки»).
Термин «пыжатка» может также рассматриваться как синоним понятия сопели — разновидности продольной свистковой флейты, которая также является традиционным русским народным духовым инструментом, наиболее древним из числа имевших хождение среди восточных славян. Данная разновидность характеризовалась диатоническим звукорядом и диапазоном вплоть до двух октав; при изменении силы воздушного потока и использовании специальной аппликатуры был достижим и хроматический звукоряд. Активно используется самодеятельными коллективами как в качестве сольного, так и в качестве ансамблевого инструмента.

#### Двойные флейты
Основная статья: Двойная флейта.
Свистковая флейта из двух трубок.

## Поперечные
См. также категорию «Поперечная флейта».

### Современная флейта
Основная статья: Современная флейта.
Современная оркестровая флейта (часто просто «флейта»; итал. flauto из лат. flatus — «ветер, дуновение»; фр. flûte, англ. flute, нем. Flöte) — деревянный духовой музыкальный инструмент сопранового регистра. Высота звука на флейте меняется путём передувания (извлечения губами гармонических созвуков), а также путём открывания и закрывания клапанами отверстий. Современные флейты обычно изготовляются из металла (никеля, серебра, золота, платины), реже — из дерева, иногда — из стекла, пластика и других композитных материалов.
Наименование связано с тем, что в процессе игры музыкант удерживает инструмент не в вертикальном, а в горизонтальном положении; мундштук, соответственно, расположен при этом сбоку. Флейты такой конструкции появились довольно давно, в эпоху поздней античности и в древнем Китае (IX век до н. э.). Современный этап развития флейты начинается от 1832 года, когда немецкий мастер Т. Бем её усовершенствовал; со временем эта разновидность вытеснила популярную прежде продольную флейту. Для современной флейты характерен диапазон от первой до четвертой октавы; нижний регистр мягок и глуховат, наиболее высокие звуки, напротив, пронзительны и свистящи, а средний и отчасти верхний регистры имеют тембр, который описывается как нежный и певучий.
Флейта-пикколо
Основная статья: Флейта-пикколо.
Фле́йта-пи́кколо (часто называется просто пикколо или малая флейта; итал. flauto piccolo или ottavino, фр. petite flûte, нем. kleine Flöte) — деревянный духовой музыкальный инструмент, разновидность современной флейты, самый высокий по звучанию инструмент среди духовых. Обладает блестящим, в форте — пронзительным и свистящим тембром. Малая флейта вдвое короче обыкновенной и звучит на октаву выше, причём ряд низких звуков на ней извлечь невозможно. Диапазон пикколо — от d² до c5 (ре второй октавы — до пятой октавы), встречаются также инструменты, обладающие возможностью брать c² и cis². Ноты для удобства чтения пишутся на октаву ниже.
Механически малая флейта устроена равнозначно обычной (не считая отсутствия «ре-бемоль» и «до» первой октавы) и в силу этого характеризуется в целом теми же исполнительскими особенностями. Изначально в рамках оркестра (начиная со второй половины XVIII века) малая флейта предназначалась для того, чтобы усиливать и продлевать вверх крайние октавы большой флейты, и применять её рекомендовалось скорее в опере или балете, нежели в симфонических произведениях. Это было связано с тем, что на ранних этапах своего существования в силу недостаточной усовершенствованности малая флейта характеризовалась довольно резким и несколько грубым звучанием, а также малой степенью гибкости. Эта разновидность флейты довольно удачно сочетается со звенящими ударными инструментами и барабанами; кроме того, малая флейта может сочетаться в октаву с гобоем, что также порождает выразительное звучание.

### Ирландская флейта
Основная статья: Ирландская флейта.
Ирландская флейта (англ. Irish flute) — поперечная флейта, использующаяся для исполнения ирландской (а также шотландской, бретонской и др.) народной музыки. Представляет собой поперечную флейту т. н. простой системы — основные 6 отверстий её не закрыты клапанами, при игре их закрывают непосредственно пальцы исполнителя. Ирландская флейта встречается в вариантах с клапанами (от одного до десяти) и без.
Несмотря на соответствующее наименование, ирландская флейта по своему происхождению не имеет непосредственной связи с Ирландией. В сущности она представляет собой английскую версию поперечной деревянной флейты, которая в течение довольно продолжительного периода времени была известна как «немецкая флейта»; англичане подвергли её определённым модификациям, и наиболее существенные из них были внесены английским изобретателем и исполнителем Ч. Николсоном-младшим. Многие классические и некоторые современные вариации на тему этой флейты включают использование металлических клапанов и дополнительных тоновых отверстий, что позволяет достичь частичного или полного хроматического звукоряда.

### Ди
Основная статья: Ди (флейта).
Ди (笛, 笛子,от старокитайского хэнчуй, хэнди — поперечная флейта) — старинный китайский духовой инструмент, поперечная флейта с 6 игровыми отверстиями. В большинстве случаев ствол ди изготавливается из бамбука или тростника, но встречаются ди, выполненные из других пород дерева и даже из камня, чаще всего нефрита.
Ди является одним из наиболее распространённых духовых инструментов на территории Китая. Предполагается, что данная разновидность флейты проникла в страну из Средней Азии во II—I веках до н. э. Отверстие для вдувания воздуха у неё располагается вблизи закрытого конца ствола; в непосредственной близости от последнего имеется ещё одно отверстие, которое прикрывается тонкой плёнкой из камыша или тростника (есть, впрочем, вариант без плёнки, который именуется «мэньди»). Для подстройки используются остальные четыре отверстия, которые находятся у открытого конца ствола. Игра на данном инструменте выполняется так же, как на поперечной флейте. В зависимости от его применения в произведениях определённых жанров различают два типа ди: цюйди и байди.

## Полупоперечные
В связи с особенностью положения лабиума полупоперечные (диагональные) флейты держат при игре несколько в сторону, наискосок. Примеры: Молдавский флуер, Кавал.

## Многоствольные
Основная статья: Многоствольная флейта.
Многоствольные флейты состоят из нескольких скреплённых или не скреплённых между собой трубочек разной длины, каждая из которых издаёт один основной тон. Верхние концы трубочек располагаются на одном уровне рядом друг с другом. Нижний конец трубочки открыт или закрыт пробкой. Трубочки подносят к губам в вертикальном положении и дуют на их верхний срез.

### Сиринга
Основная статья: Сиринга.
Сири́нга (греч. σῦριγξ) — древнегреческий музыкальный инструмент, род продольной флейты. Термин впервые встречается в «Илиаде» Гомера (X,13). Различались одноствольная сиринга (σῦριγξ μονοκάλαμος) и многоствольная сиринга (σῦριγξ πολυκάλαμος); за последней позднее закрепилось название флейты Пана. Русские переводчики традиционно передают σῦριγξ несколько невнятным словом «свирель». Греческое слово послужило анатомическим наименованием голосового органа птиц (см. сиринкс).
Сиринга известна как традиционный духовой инструмент пастухов и крестьян в эпоху античности. Данная разновидность часто фигурирует в древнегреческой поэзии; использовалась также в целях музыкального сопровождения сценических представлений, в том числе — в Древнем Риме. Впоследствии инструмент проник также и в позднейшую европейскую народную музыку.

### Флейта Пана
Фле́йта Па́на — класс деревянных духовых инструментов, многоствольная флейта, состоящая из нескольких (2 и больше) пустотелых трубок различной длины. Нижние торцы трубок закрыты, верхние — открыты.
Наименование связано с тем, что в эпоху античности изобретение данной разновидности флейты мифологически приписывалось божеству лесов и полей Пану. При игре музыкант направляет поток воздуха от одного конца трубок к другому, в результате чего заключённые внутри воздушные столбы начинают колебаться, и инструмент производит свист определённой высоты; каждая из трубок издаёт один базовый звук, акустические характеристики которого зависят от её длины и диаметра. Соответственно, количество и величина трубок определяют диапазон панфлейты. У инструмента может быть подвижная или неподвижная пробка; в зависимости от этого используются различные способы его тонкой настройки.

### Кугиклы
Основная статья: Кугиклы.
Куги́клы (куви́клы, цевни́ца) — русский народный духовой музыкальный инструмент, являющийся разновидностью многоствольчатой флейты.
Инструмент представляют собой набор пустотелых трубок различной длины и диаметра. Трубки изготавливаются из стеблей куги (болотного камыша), тростника, бамбука, веток деревьев и кустарников, имеющих сердцевину. Верхние открытые концы расположены на одном уровне, нижний закрыт узлом ствола.
Флейта обычно составлена из 3—5 трубок одинакового диаметра, но разной длины (от 100 до 160 мм). Трубки инструмента не скрепляются между собой, что позволяет их менять в зависимости от требуемого строя. Поднося верхние концы трубочек ко рту и поводя ими (или головой) из стороны в сторону, дуют на края срезов, извлекая, как правило, короткие, толчкообразные звуки. Комплект из пяти дудочек в руках одного исполнителя называется «парой».

## Сосудообразные
Основная статья: Сосудообразная флейта.
Отличаются от большинства остальных флейт формой корпуса. Как правило со свистковым устройством. В России традиционной подобной флейтой является детская игрушка свистулька. Наибольшим музыкальным диапазоном обладают европейские флейты окари́на и английская окарина.